# Ibrahima Faye
Ibrahima Faye (Thiès, 22 ottobre 1979) è un ex calciatore senegalese, di ruolo difensore.